# Bombardioidea stercoris
Bombardioidea stercoris är en svampart som först beskrevs av Augustin Pyrame de Candolle, och fick sitt nu gällande namn av N. Lundq. 1972. Bombardioidea stercoris ingår i släktet Bombardioidea och familjen Lasiosphaeriaceae.  Arten är reproducerande i Sverige. Inga underarter finns listade i Catalogue of Life.